# John G. Avildsen
John Guilbert Avildsen (rođen 21. prosinca 1935., Oak Park - 16. lipnja 2017., Los Angeles), je bio američki filmski redatelj.
Među njegove najpoznatije filmove ubrajaju se Pogodi što smo naučili u školi (1968.), Cry Uncle (1970.), Joe (1970.), Rocky (1976.) i Rocky V (1990.) sa  Sylvesterom Stalloneom, i Karate Kid (1984.), s Randolphom Macchiom i Patom Moritom. Režirao je i hvaljeni film Spasite tigra, s  Jackom Lemmonom, Lean on Me, s  Morganom Freemanom u ulozi bezosjećajnog ravnatelja srednje škole, Joea Clarka; te The Power of One (1992.) i 8 sekundi (1994.), s  Lukeom Perryjem u glavnoj ulozi. Česta tema u Avildsenovim filmovima je trijumf slabijeg junaka nad nesrećom.
Avildsen je osvojio Oscara za režiju Rockyja.
Umro je 16. lipnja 2017. godine u Los Angelesu od raka gušterače, u dobi od 81 godine.

## Vanjske poveznice
- John G. Avildsen u internetskoj bazi filmova IMDb-u (engl.)